# La Serra d'en Camaró
La Serra d'en Camaró és un dels 32 barris de Sabadell, situat al Districte 5.
Se sap que pel barri, més concretament pel que ara és el carrer de la Serralada, hi passava el camí ral que anava de Sabadell a Terrassa i que confluïa a la via romana que possiblement es trobava situada a l'actual parc de Catalunya, molt a prop de la masia de Can Rull. A principis del segle XX ja es coneix l'emplaçament d'una edificació anomenada mas Ferriol, que es pot situar en el que avui és el carrer que porta el seu nom. La part més alta del carrer de la Serralada es coneixia com a coll Ferriol. Tota l'extensió de terreny que conforma el barri apareix ja en un document de l'any 1575 i se'l coneix com al Perelló, tal com ressalta l'historiador local Joan Alsina i Giralt en unes notes de "Paisatges urbans". Limitava a llevant amb el camí de Sabadell a Manresa (actualment via de Massagué o avinguda de l'Onze de Setembre) i a migdia i a ponent amb la riera del Perelló o de Sobarber. L'any 1924 s'edificà la torre, casa d'estil grec, que la senyora Magdalena Calonge va cedir a la Societat Teosòfica Rama Fides. Al cap dels anys, aquest edifici va ser cedit a l'Ajuntament de Sabadell, d'acord amb els estatuts de la Rama Fides, per a finalitats socials.